# Matomaa
Matomaa är en ö i Finland. Den ligger i Finska viken och i kommunen Fredrikshamn i den ekonomiska regionen  Kotka-Fredrikshamn i landskapet Kymmenedalen, i den södra delen av landet. Ön ligger omkring 10 kilometer nordöst om Kotka och omkring 120 kilometer öster om Helsingfors.
Öns area är 6,8 hektar och dess största längd är 470 meter i sydöst-nordvästlig riktning.

## Klimat
Klimatet i området är tempererat. Årsmedeltemperaturen i trakten är 4 °C. Den varmaste månaden är augusti, då medeltemperaturen är 16 °C, och den kallaste är november, med −1 °C.